# Левко Довгович
Левко Довгович (нар. 29 вересня 1935) — український культурний та громадський діяч Словаччини та європейської діаспори.

## Життєпис
Син греко-католицького священика, який рятуючись перед арештом у 1944 році, утік до Чехословаччини. Народився в Ужгороді у 1935 році. Після завершення Другої світової війни брав участь у групі, що розповсюджувала листівки «Смерть Сталіну!» і «Смерть комунізму!». У 1950 році заарештовано і за звинуваченням в українському націоналізмі засуджено до 10 років таборів. Кару він відбував у малолітній колонії та в різних таборах ГУЛАГу, у тому числі й на Воркуті за Полярним колом. З малолітньої колонії на півострові Конвеєр у гирлі ріки Північної Двіни йому вдалося втекти через власноручно викопаний тунель під дротяною огорожею, однак після п'ятьох днів його впіймали. Довговичу дали ще 10 років. 1953 року було відправлено до Ангари (Іркутська область). У 1954—1956 роках був керівником чоловічого хору, камерного оркестру ув'язнених.
Звільнився 1956 року на запоруки рідних. З двостороннім туберкульозом легенів «трійка» Комісії Президії Верховної Ради СРСР дозволила виїхати до матері та молодших сестер в Ужгород. 1957 року закінчив екстерном Ужгородське музичне училище.
Того ж року він разом із родиною напівлегально прибув до батька у м. Дєчін у Чехословаччині. Згодом поступив на студії в середню медичну школу в Усті-над-Лабем, у якій 1959 року здобув професію дантиста. До 1963 року там же працював у своїй професії, яка його анітрохи не приваблювала.
Від самого початку свого перебування в Чехії Левко Довгович тісно співпрацював з празькою українською громадою. Тут він нав'язав стосунки з Празьким українським хором під мистецьким керівництвом Ольги Дутко З 1957 до 1963 року був диригентом Українського хору в Празі. У 1962 році закінчив консерваторію у Празі (клас диригування А. Шпідри). Потім перебирається до Словаччини, де у Пряшеві 1963 року стає хормейстером Піддуклянського українського народного ансамблю (до 1965 року).
У 1965—1971 роках працював методист народної художньої самодіяльності Окружного комітету Культурного союзу українських трудящих Чехословаччини у Пряшеві. 1965 року став засновником і керівником українського молодіжного ансамблю «Весна» із студенток та студентів Української середньої загальноосвітньої школи ім. Тараса Шевченка та українських класів середніх фахових шкіл м. Пряшева. У 1967 році очолив український мішаний хор «Ластівка» і греко-католицький церковний хор (до 1970 року). Того ж року став головою українського драматичного колективу «Думка».
1968 року поступив на заочний курс філософського факультету університету ім. П. Й. Шафарика у Пряшеві (спеціальність історія та українська мова і література). У 1971 році його було відраховано з п'ятого курсу заочного відділу). У зв'язку із забороною керувати українськими хорами у 1971—1986 працював на будівельних підприємствах.
1985 року створив хор «Карпати», із яким виступав у містах Словаччини, Австрії, Бельгії, Болгарії, Польщі, Угорщини, України. У 1987 році вийшов на пенсію по інвалідності (туберкульоз легенів, здобутий ще у сибірських таборах). У цей вкрай несприятливий період його підтримали професори Карлового університету. У Карловому університеті у Празі він 1994 року успішно здобув вищу освіту.
1991 року став організатором Міжнародного фестивалів духовної пісні візантійського обряду. За цей період у фестивалі брало участь 168 хорів (деякі і кілька разів), зокрема 107 закордонних (з них 50 з України).
Від 1991 року і по сей день Л. Довгович є головою Крайової пластової старшини Словаччини. Разом з тим розпочав активну громадську діяльність серед українського громади Словаччини, створивши Координаційну раду українських організацій Словаччини, яку очолив.
1994 року обирається першим заступником голови Європейського Конгресу Українців (ЄКУ). 1997 року на IX пленарному з'їзду ЄКУ в Кошиці обирається його президентом. 1998 року обирається заступником голови Світового Конґресу Українців (до 2003 року). У 2001 році на черговому з'їзді ЄКУ, що проходив у Будапешті, переобирається президентом на новий термін.
У 2013 році Левко Довгович видав у Пряшеві понад 500-сторінкову книжку своїх спогадів «Хроніка життя політичного в'язня № 2А 424», що вийшла у двох версіях — українською та словацькою мовами.

## Нагороди
- медаль св. Володимира Великого Світового Конґресу Українців «За визначну працю у зміцненні української громади в Європі та для добра Української держави» (2005),
- срібна медаль Міністерства внутрішніх справ Словаччини «За активну транскордонну співпрацю між Словацькою республікою та Україною» (2005)
- орден «За заслуги» ІІІ ступеня (18 січня 2007)  — за заслуги у державному будівництві, вагомий внесок у розвиток і зміцнення демократичної, соціальної і правової України та з нагоди Дня Соборності України[2].
- медаль Братства ОУН — УПА (2008)
- орден Хрест звитяги «За заслуги в національно-визвольній боротьбі та в розбудові Української держави»
- почесне звання «Заслужений діяч мистецтв України» (22 серпня 2020) — за вагомий особистий внесок у зміцнення міжнародного авторитету України, розвиток міждержавного співробітництва, плідну громадську діяльність[3]

## Родина
Дружина — Олена Сувак, член ансамблю «Весна».
Діти:
- Святослав (нар. 1970), журналіст, піаніст, хормейстер
- Ігор (нар. 1973), диригент
- Роман (нар. 1977), правник